# Ferragus
Ferragus er en fransk stumfilm fra 1923 af Gaston Ravel.

## Medvirkende
- René Navarre som Ferragus
- Elmire Vautier som Clémence Desmarets
- Stewart Rome som Desmarets
- Lucien Dalsace som Maulincourt
- Tony Lekain som Mendiant